# بازگشت شرلوک هلمز (فیلم ۱۹۸۷)
بازگشت شرلوک هلمز (انگلیسی: The Return of Sherlock Holmes) فیلمی در ژانر جنایی است.